# Щ-103
«Щ-103» — советская дизель-электрическая торпедная подводная лодка времён Второй мировой войны, принадлежит к серии V проекта Щ — «Щука».

## История корабля
Лодка была заложена 20 марта 1932 года на заводе № 194 «им. А. Марти» в Ленинграде, в том же году была доставлена в разобраном виде на завод № 202 «Дальзавод» во Владивостоке для сборки и достройки, спущена на воду 19 апреля 1933 года, 22 сентября 1933 года вступила в строй, 26 ноября 1933 года вошла в состав Морских Сил Дальнего Востока под обозначением Щ-13.

### Служба
- 7 декабря 1933 года получила имя «Карп».
- 15 сентября 1934 года получила обозначение «Щ-103».
- В январе 1934 года совершила первый на ТОФ групповой поход вместе с «Щ-102» и «Щ-104», в том же году совершила поход с «Щ-104»
- во второй половине 1935 года совершила подводное плавание длительностью 58 часов, пройдя 150 миль, что существенно превысило нормативные показатели автономности.
- 4 ноября 1935 года в Уссурийском заливе при возвращении из учебного похода в условиях шторма (9-10 баллов) и снегопада «Щ-103» была выброшена на камни между бухтой Безымянная и мысом Бойля. Лодка вышла из строя и была покинута экипажем.
- 27-28 марта 1936 года была снята с мели Тихоокеанской экспедицией ЭПРОН.
- 3 апреля отбуксирована во Владивосток. Не восстанавливалась, разделана на металл, однако продолжала числиться в составе ТОФ.
- 15 июня 1939 года исключена из состава флота.

## Командиры лодки
- 1933—1934 — С. С. Кудряшев
- 1934 — Н. С. Ивановский
- 1935 — Е. Е. Полтавский